# 13 Dywizja Lotnictwa Bombowego
13 Gwardyjska Dniepropietrowsko-Budapeszteńska Dywizja Lotnictwa Bombowego (ros. 13-я гвардейская бомбардировочная авиационная Днепропетровско-Будапештская ордена Суворова дивизия) – radziecka  dywizja Lotnictwa Dalekiego Zasięgu, potem ukraińska dywizja lotnicza.
Wchodziła w skład (1991)  46 Armii Lotniczej Dalekiego Zasięgu ze Smoleńska. W grudniu 1991 zreorganizowano Lotnictwo Dalekiego Zasięgu, rozwiązano armie lotnicze, a dywizja weszła w bezpośrednie podporządkowanie dowódcy lotnictwa. Potem przekazana Ukrainie.

## Struktura organizacyjna
| W latach 1990–1991                           | W latach 1990–1991 | W latach 1990–1991 |
| Oddział                                      | Uzbrojenie         | Garnizon           |
| -------------------------------------------- | ------------------ | ------------------ |
| dowództwo dywizji                            |                    | Połtawa            |
| 185 Gwardyjski Kirowograd-Budapeszteński plb | 32 x TU-22M2       |                    |